# 100-Fallennächte

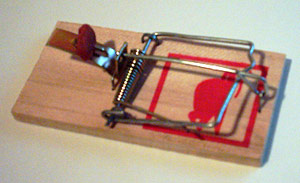
Schlagmausefalle

Als 100-Fallennächte wird im Waldschutz ein Verfahren bezeichnet, welches die Gefährdung von Kulturen durch Wühlmäuse (Kurzschwanzmäuse) überwachen soll.
Im klassischen Verfahren werden in betroffenen Kulturen 50 Schlagfallen aufgestellt und an zwei aufeinander folgenden Nächten kontrolliert (Entstehung des Namens: 50 Fallen × 2 Nächte = 100-Fallennächte). Hierbei werden nach der ersten Nacht die gefangenen Mäuse abgesammelt und die Fallen für die nächste Nacht neu aufgestellt. Die Gesamtzahl der gefangenen Mäuse wird in das Verhältnis zur Anzahl der Fallennächte gesetzt und daraus ein Indexwert errechnet (gefangene Mäuse/100). Erreicht dieser eine kritische Zahl, ist mit schweren Schäden zu rechnen und eventuell eine Bekämpfung einzuleiten. Bei Erdmäusen wird ein Indexwert ab 10 und bei Rötelmäusen ein Wert ab 6 als kritisch angesehen.
Als Beköderung werden Rosinen empfohlen, da diese im Gegensatz zum gerösteten Brot keine Spitzmäuse anlocken.